# Cyclocross-Weltmeisterschaften 1958
Die Cyclocross-Weltmeisterschaften 1958 wurden am 23. Februar in Limoges ausgetragen. Sie waren die neunten ihrer Art. Es gab ein Rennen in der offenen Kategorie, also für Profis und Amateure gleichermaßen.
Schauplatz des Rennens war der Ortsteil Beaublanc am Westrand von Limoges und das Tal der Aurence. Zehntausende Menschen feuerten den Lokalmatador André Dufraisse auf dem Weg zu seinem fünften Weltmeistertitel an. 15 Zuschauer fielen ins Wasser, als eine Brücke zusammenbrach, kamen aber mit dem Schrecken davon. Das Rennen wurde in der Rue de Saint-Gence gestartet und endete im Stadion von Beaublanc.

## Ergebnisse
| Platz | Land        | Sportler         |
| ----- | ----------- | ---------------- |
| 1     | Frankreich  | André Dufraisse  |
| 2     | Italien     | Amerigo Severini |
| 3     | Deutschland | Rolf Wolfshohl   |